# Baryplegma vespillo
Baryplegma vespillo är en tvåvingeart som först beskrevs av Ignaz Rudolph Schiner 1868.  Baryplegma vespillo ingår i släktet Baryplegma och familjen borrflugor. Inga underarter finns listade.